# Romance (Tailleferre)
Pour les articles homonymes, voir Romance.
Romance est une œuvre pour piano de Germaine Tailleferre composée en 1913.

## Présentation
La Romance pour piano de Tailleferre est composée en 1913.
De « goût fauréen », relève Alfred Cortot, l'ouvrage est publié en 1913 comme supplément du Monde musical (15 mai 1913), puis indépendamment en 1924, par Eschig.
Pour la musicologue Caroline Potter, l'œuvre, « bien que précoce, montre déjà le sens harmonique de la jeune compositrice. [...] C'est un morceau paisible dont les surprises harmoniques sont particulièrement captivantes ».
Romance, dédiée à Germaine Tassart, est en la majeur. La pièce est d'une durée moyenne d'exécution de trois minutes environ.

## Discographie sélective
- Germaine Tailleferre : Œuvres pour piano, Cristina Ariagno (piano), Timpani 1C1074, 2003.
- Germaine Tailleferre: Her Piano Works, Revived. 1, Nicolas Horvath (piano), Grand Piano GP891, 2022[5].
- The Flower of France (La Fleur de France) – Germaine Tailleferre Piano Works, Quynh Nguyen (en) (piano), Music & Arts MACD1306, 2023.